# Phaeophilacris spectrum
Phaeophilacris spectrum är en insektsart som beskrevs av Henri Saussure 1878. Phaeophilacris spectrum ingår i släktet Phaeophilacris och familjen syrsor. Inga underarter finns listade i Catalogue of Life.